# Життя (фільм, 2016)
«Життя» (фр. Une Vie) — французько-бельгійський драматичний фільм, знятий Стефаном Брізе за однойменним романом Гі де Мопассана. Світова прем'єра стрічки відбулась 6 вересня 2016 року на Венеційському кінофестивалі. 

## Сюжет
Фільм розповідає про наївну 17-річну дівчину Жанну, яка стає дружиною збіднілого дворянина Жульєна, котрому потрібні лише її гроші.

## У ролях
- Жудіт Шемла — Жанна дю Пертюі де Во
- Йоланда Моро — Аделаїда Пертюі де Во
- Жан-П'єр Дарруссен — Ле Пертюі де Во
- Сванн Арло — Жульєн де Ламар
- Клотильда Ем — Жильберта де Фурвіль

## Нагороди та номінації
| Список нагород та номінацій | Список нагород та номінацій | Список нагород та номінацій      | Список нагород та номінацій | Список нагород та номінацій | Список нагород та номінацій |
| Кінопремія                  | Дата церемонії              | Категорія                        | Номінант(и)                 | Результат                   | Дж                          |
| --------------------------- | --------------------------- | -------------------------------- | --------------------------- | --------------------------- | --------------------------- |
| Венеційський кінофестиваль  | 10 вересня 2016             | «Золотий лев» за найкращий фільм | «Життя»                     | Номінація                   |                             |
| Венеційський кінофестиваль  | 10 вересня 2016             | Приз ФІПРЕССІ                    | «Життя»                     | Перемога                    |                             |
| Премія «Люм'єр»             | 30 січня 2017               | Найкращий фільм                  | «Життя»                     | Номінація                   | [ 2 ]                       |
| Премія «Люм'єр»             | 30 січня 2017               | Найкращий режисер                | Стефан Брізе                | Номінація                   | [ 2 ]                       |
| Премія «Люм'єр»             | 30 січня 2017               | Найкраща акторка                 | Жудіт Шемла                 | Номінація                   | [ 2 ]                       |
| Премія «Люм'єр»             | 30 січня 2017               | Найкращий кінооператор           | Антуан Еберле               | Номінація                   | [ 2 ]                       |
| Премія «Сезар»              | 24 лютого 2017              | Найкраща акторка                 | Жудіт Шемла                 | Номінація                   | [ 3 ]                       |
| Премія «Сезар»              | 24 лютого 2017              | Найкращий дизайн костюмів        | Мадлен Фонтен               | Номінація                   | [ 3 ]                       |
| Премія «Магрітт»            | 3 лютого 2017               | Найкраща акторка другого плану   | Йоланда Моро                | Номінація                   | [ 4 ] [ 5 ]                 |